# Saint-Gorgon-Main
Pour les articles homonymes, voir Saint-Gorgon et Main (homonymie).
Saint-Gorgon-Main est une commune française située dans le département du Doubs, la région culturelle et historique de Franche-Comté et la région administrative Bourgogne-Franche-Comté.

## Géographie

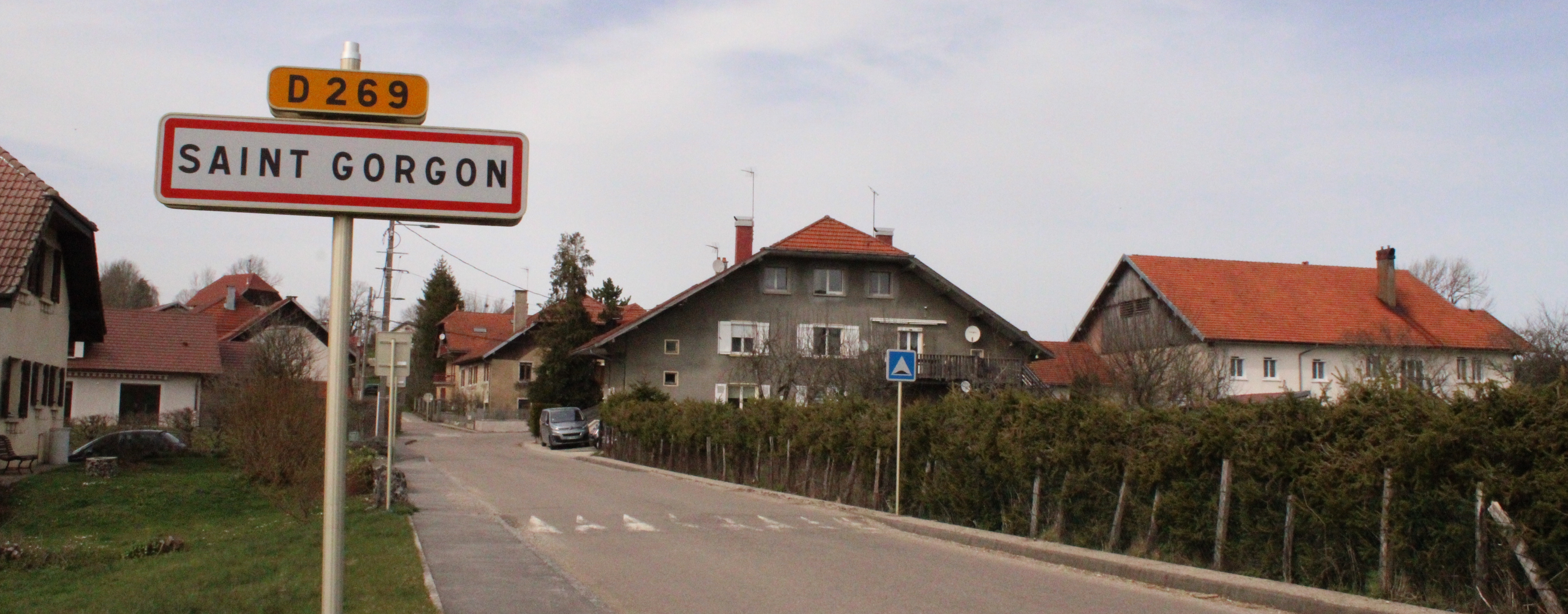
Une entrée de la commune.

### Toponymie
Sancti Gogonii en 1028 ; de Sancto Georginio en 1189 ; Saint-Gorgon en 1295 ; Saint-Gourgeon en 1392 ; Sainct-Gorgon au XVIe siècle ; La Main-Saint-Gorgon en 1923.

### Climat
Pour des articles plus généraux, voir Climat de la Bourgogne-Franche-Comté et Climat du Doubs.
En 2010, le climat de la commune est de type climat de montagne, selon une étude du Centre national de la recherche scientifique s'appuyant sur une série de données couvrant la période 1971-2000. En 2020, Météo-France publie une typologie des climats de la France métropolitaine dans laquelle la commune est exposée à un climat de montagne ou de marges de montagne et est dans la région climatique  Jura, caractérisée par une forte pluviométrie en toutes saisons (1 000 à 1 500 mm/an), des hivers rigoureux et un ensoleillement médiocre. 
Pour la période 1971-2000, la température annuelle moyenne est de 8,4 °C, avec une amplitude thermique annuelle de 16,9 °C. Le cumul annuel moyen de précipitations est de 1 468 mm, avec 12,9 jours de précipitations en janvier et 10,9 jours en juillet. Pour la période 1991-2020, la température moyenne annuelle observée sur la station météorologique de Météo-France la plus proche, « Épenoy », sur la commune d'Épenoy à 13 km à vol d'oiseau, est de 9,2 °C et le cumul annuel moyen de précipitations est de 1 363,0 mm. 
La température maximale relevée sur cette station est de 36,4 °C, atteinte le 7 août 2003 ; la température minimale est de −18,8 °C, atteinte le 5 février 2012,,. 
Les paramètres climatiques de la commune ont été estimés pour le milieu du siècle (2041-2070) selon différents scénarios d'émission de gaz à effet de serre à partir des nouvelles projections climatiques de référence DRIAS-2020. Ils sont consultables sur un site dédié publié par Météo-France en novembre 2022.

## Urbanisme

### Typologie
Au 1er janvier 2024, Saint-Gorgon-Main est catégorisée commune rurale à habitat dispersé, selon la nouvelle grille communale de densité à 7 niveaux définie par l'Insee en 2022.
Elle est située hors unité urbaine. Par ailleurs la commune fait partie de l'aire d'attraction de Pontarlier, dont elle est une commune de la couronne,. Cette aire, qui regroupe 54 communes, est catégorisée dans les aires de moins de 50 000 habitants,.

### Occupation des sols
L'occupation des sols de la commune, telle qu'elle ressort de la base de données européenne d’occupation biophysique des sols Corine Land Cover (CLC), est marquée par l'importance des territoires agricoles (63,8 % en 2018), une proportion sensiblement équivalente à celle de 1990 (64,4 %). La répartition détaillée en 2018 est la suivante : 
forêts (34,6 %), zones agricoles hétérogènes (33,2 %), prairies (30,5 %), milieux à végétation arbustive et/ou herbacée (1,7 %). L'évolution de l’occupation des sols de la commune et de ses infrastructures peut être observée sur les différentes représentations cartographiques du territoire : la carte de Cassini (XVIIIe siècle), la carte d'état-major (1820-1866) et les cartes ou photos aériennes de l'IGN pour la période actuelle (1950 à aujourd'hui).

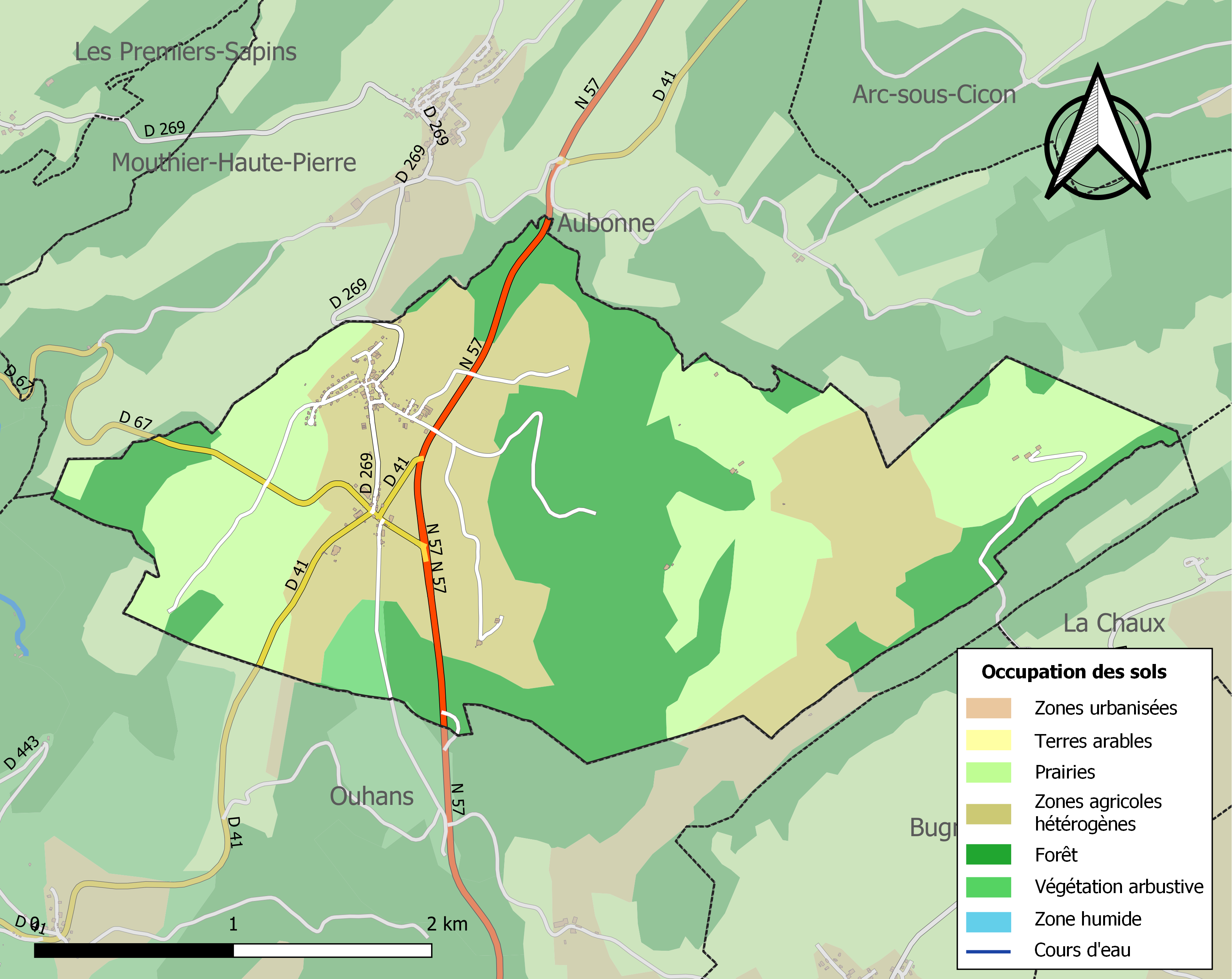
Carte des infrastructures et de l'occupation des sols de la commune en 2018 (CLC).

## Politique et administration
| Période                                  | Période                     | Identité                                       | Étiquette | Qualité       |
| ---------------------------------------- | --------------------------- | ---------------------------------------------- | --------- | ------------- |
| mars 2001                                | 2014                        | Alain Mamet                                    | DVD       |               |
| mars 2014                                | En cours (au 1er juin 2020) | Jean-Luc Felder Réélu pour le mandat 2020-2026 | SE        | Fonctionnaire |
| Les données manquantes sont à compléter. |                             |                                                |           |               |

## Démographie
L'évolution du nombre d'habitants est connue à travers les recensements de la population effectués dans la commune depuis 1793. Pour les communes de moins de 10 000 habitants, une enquête de recensement portant sur toute la population est réalisée tous les cinq ans, les populations de référence des années intermédiaires étant quant à elles estimées par interpolation ou extrapolation. Pour la commune, le premier recensement exhaustif entrant dans le cadre du nouveau dispositif a été réalisé en 2006.

En 2022, la commune comptait 258 habitants, en évolution de −8,83 % par rapport à 2016 (Doubs : +1,88 %, France hors Mayotte : +2,11 %).
| 1793 | 1800 | 1806 | 1821 | 1831 | 1836 | 1841 | 1846 | 1851 |
| ---- | ---- | ---- | ---- | ---- | ---- | ---- | ---- | ---- |
| 206  | 205  | 234  | 275  | 313  | 292  | 290  | 334  | 298  |

| 1856 | 1861 | 1866 | 1872 | 1876 | 1881 | 1886 | 1891 | 1896 |
| ---- | ---- | ---- | ---- | ---- | ---- | ---- | ---- | ---- |
| 305  | 273  | 270  | 277  | 251  | 293  | 330  | 289  | 270  |

| 1901 | 1906 | 1911 | 1921 | 1926 | 1931 | 1936 | 1946 | 1954 |
| ---- | ---- | ---- | ---- | ---- | ---- | ---- | ---- | ---- |
| 219  | 196  | 204  | 178  | 189  | 196  | 182  | 147  | 142  |

| 1962 | 1968 | 1975 | 1982 | 1990 | 1999 | 2006 | 2011 | 2016 |
| ---- | ---- | ---- | ---- | ---- | ---- | ---- | ---- | ---- |
| 135  | 146  | 160  | 163  | 188  | 195  | 236  | 279  | 283  |

| 2021 | 2022 | - | - | - | - | - | - | - |
| ---- | ---- | - | - | - | - | - | - | - |
| 267  | 258  | - | - | - | - | - | - | - |

## Lieux et monuments
- Église Saint-Gorgon. La tradition veut que les reliques de saint Gorgon aient passé par Aubonne et Saint-Gorgon en 765, dans leur translation entre Rome et le diocèse de Metz, et qu'une église ait existé de bonne heure sous le vocable de ce saint. L'histoire atteste la présence d'une église dédiée à saint Gorgon au XIe siècle, mais ce lieu de culte est situé in villa Albonna. Cependant, la proximité des deux villages actuels d'Aubonne et de Saint-Gorgon-Main peut laisser penser qu'il s'agit de la même église, citée au XIIe siècle dans les textes du cartulaire de Montbenoît. L'église actuelle a été élevée entre 1782 et 1784 par Claude-Antoine Jeanningros à l'emplacement d'un édifice plus ancien. Un clocher-porche précède une nef unique à trois travées ouvrant sur un chœur à chevet plat voûté d'arêtes. Trois verrières éclairent la nef et le chœur, prolongé par un petit bâtiment abritant la sacristie. Elle est inscrite dans la base Mérimée[20]
- Fontaines.
- Le monument aux morts

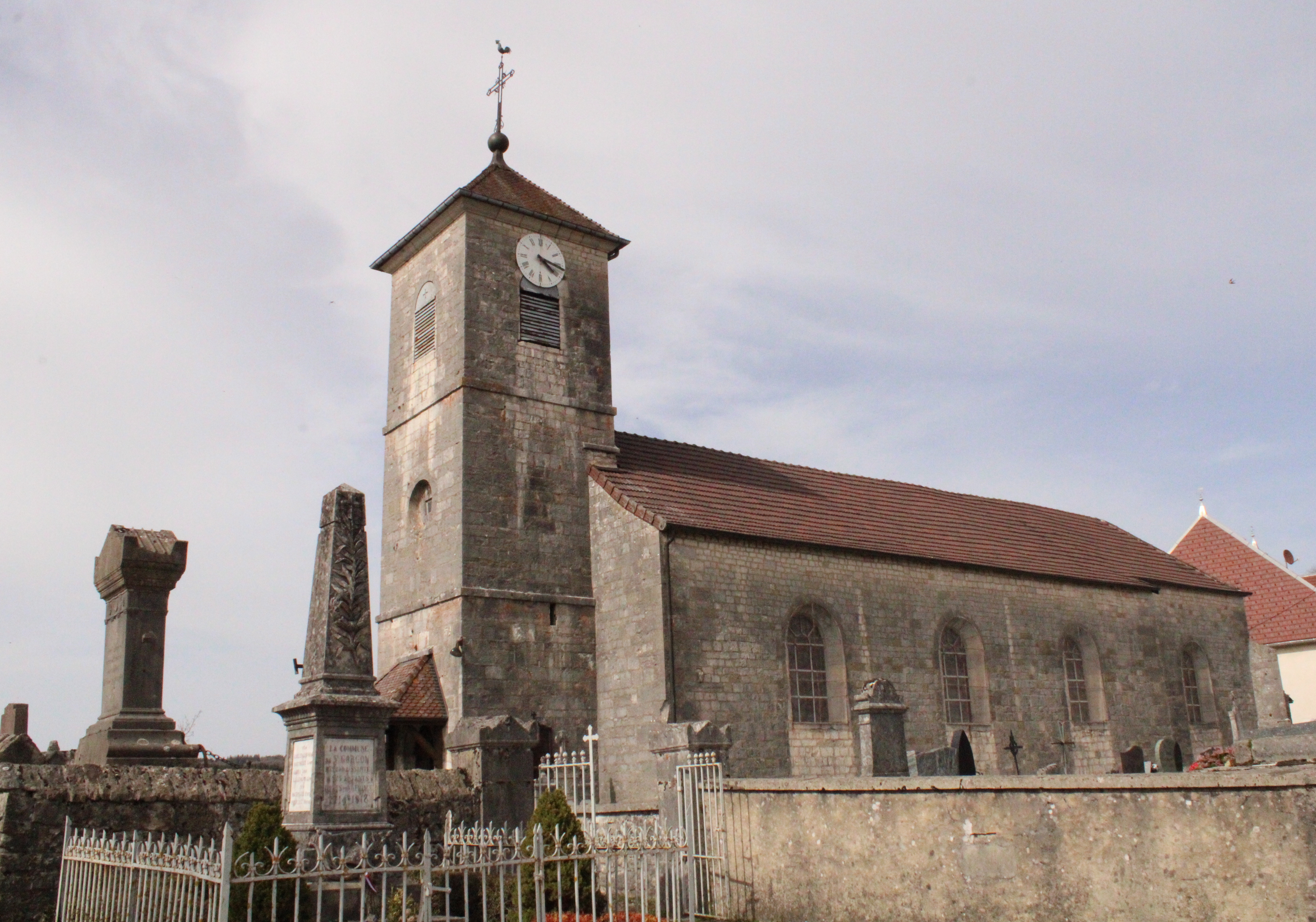
L'église.
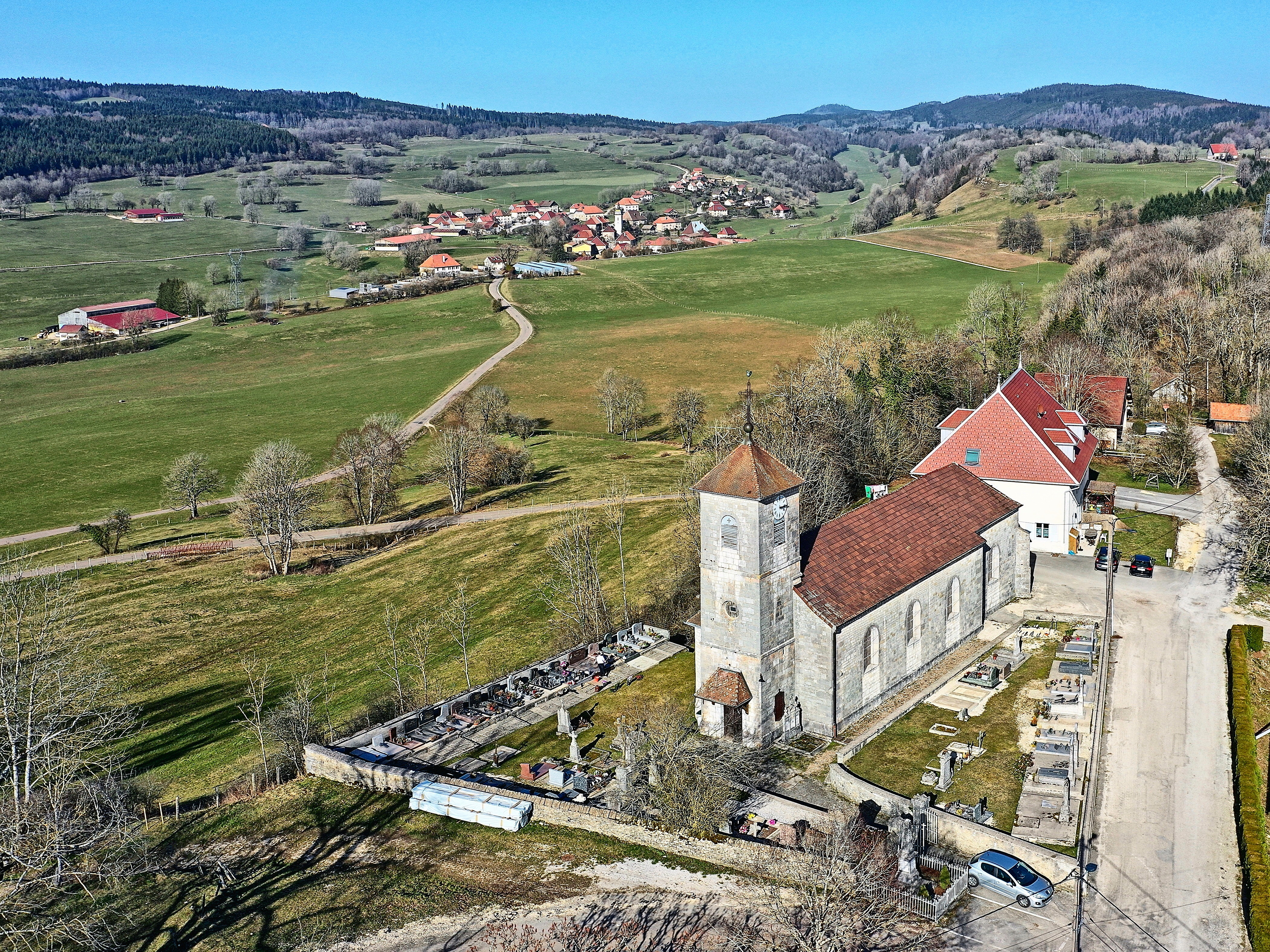
Église (vue aérienne).
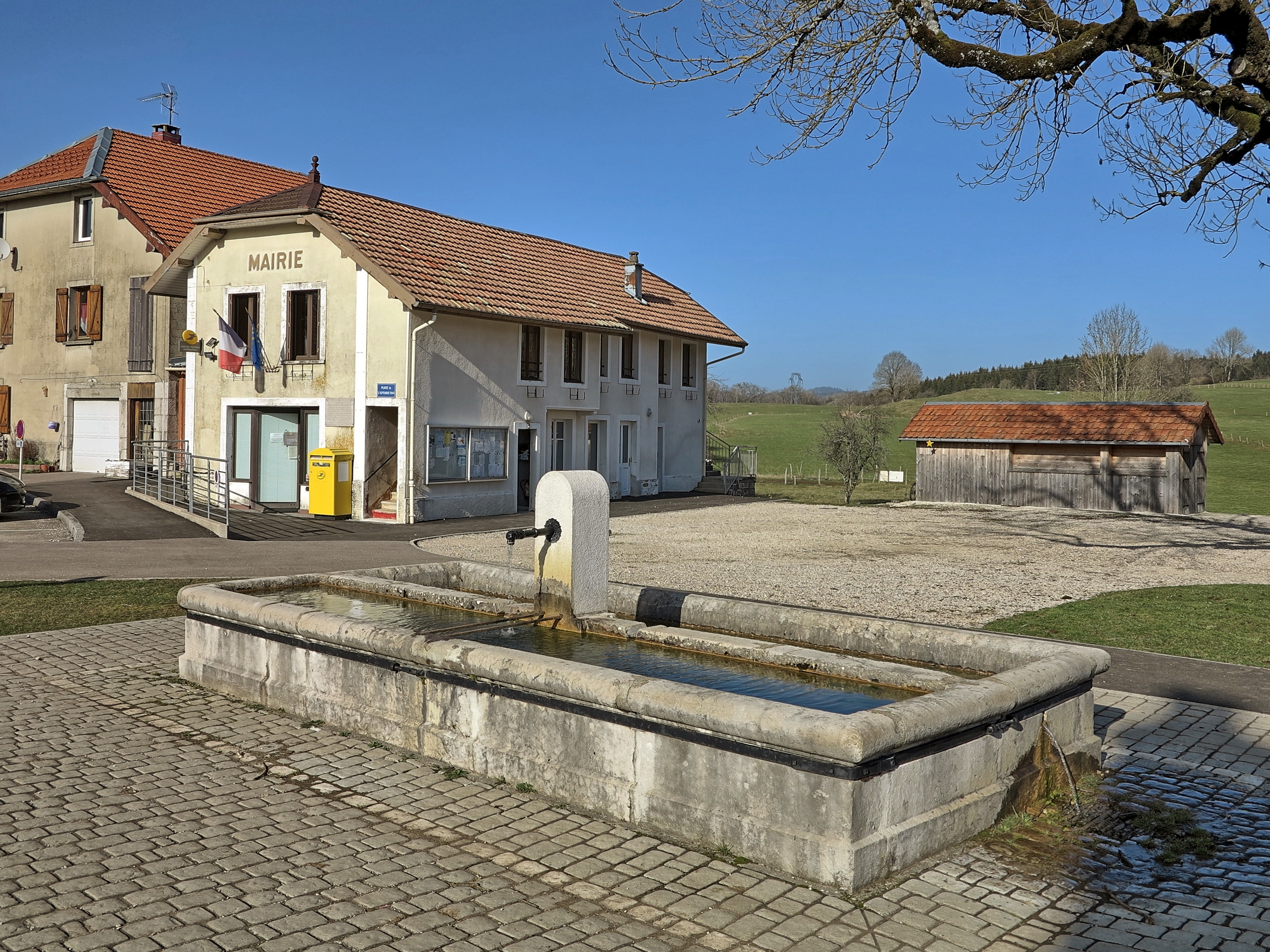
Fontaine-abreuvoir et mairie.
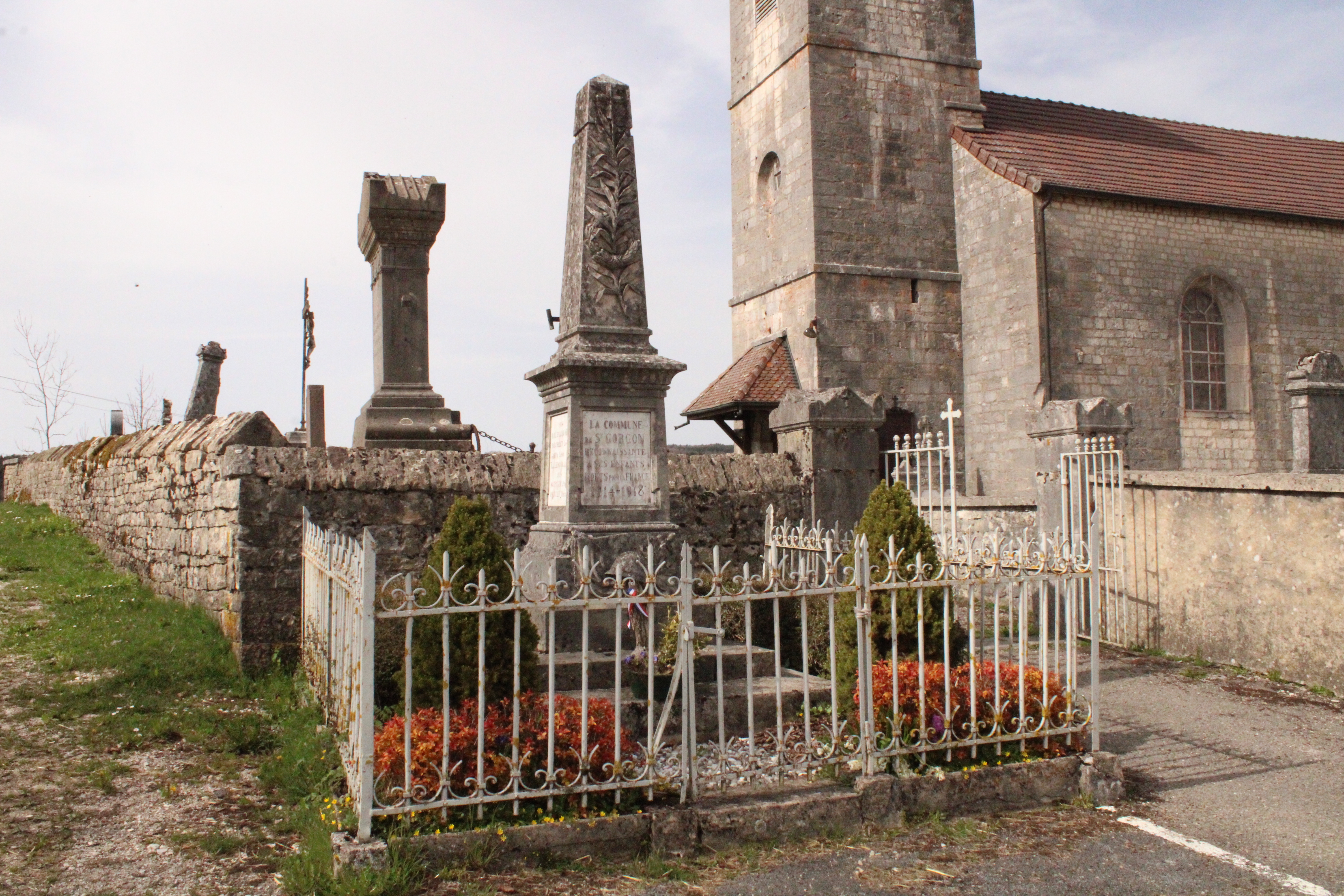
Le monument aux morts.